# Sint-Martinuskerk (Asper)

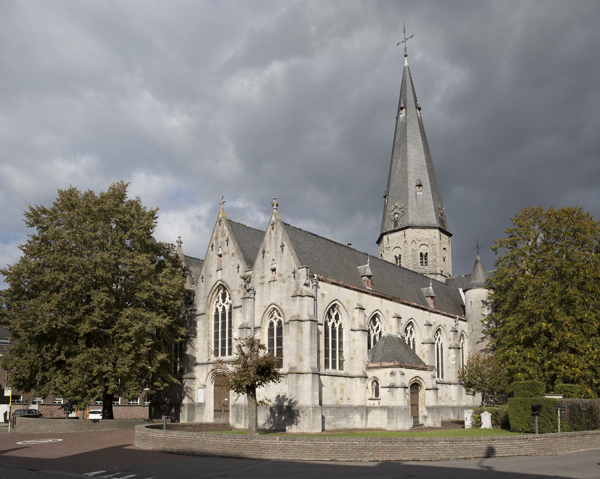
Sint-Martinuskerk

De Sint-Martinuskerk is de parochiekerk van de tot de Oost-Vlaamse gemeente Gavere behorende plaats Asper, gelegen aan de Steenweg.

## Geschiedenis
In 1121 werd het patronaatsrecht van de kerk geschonken aan de Sint-Baafsabdij te Gent om in 1559 aan het bisdom Gent te worden verleend.
In de 12e en 13e eeuw werd een romaanse kerk gebouwd waarvan de vieringtoren en het koor bewaard zijn gebleven. In de 14e en 15e eeuw werd de kerk in gotische stijl verbouwd waarbij een transept in zandsteen en zijkoren in baksteen werden toegevoegd. Ook het schip werd in baksteen herbouwd. De godsdiensttwisten van de 2e helft van de 16e eeuw waren verantwoordelijk voor de vernietiging van een groot deel van het kerkmeubilair.
In de 17e en 18e eeuw werden verdere wijzigingen doorgevoerd. Op 11 januari 1901 werd de kerk getroffen door brand. Alleen het koor en het transept met de basis van de toren bleef bewaard. De toren werd zoveel mogelijk naar het oorspronkelijke voorbeeld hersteld, naar ontwerp van Modeste de Noyette (1902-1905). Hierbij werden schip en zijbeuken geheel vernieuwd opgetrokken in kalkzandsteen. De bakstenen zijkoren werden verlaagd.

## Gebouw
De huidige kerk is een driebeukige hallenkerk met romaanse, gotische en neogotische stijlelementen. Er is een transept. De toren en het koor zijn opgetrokken in Doornikse steen, de westgevel en de zijbeuken in kalkzandsteen, de zijkoren in baksteen.
De romaanse vieringtoren is op vierkante basis maar heeft een achtkante klokkentoren. Het romaans hoofdkoor heeft een vlakke sluiting.

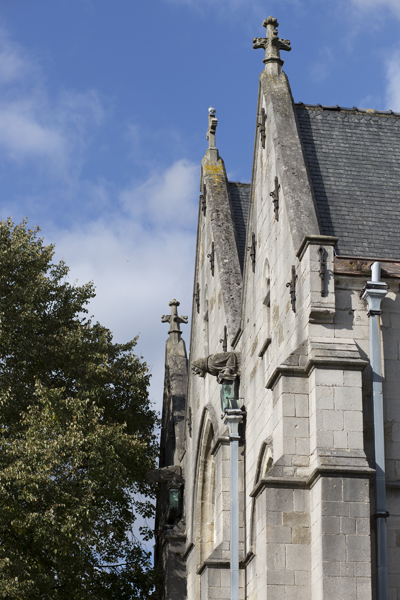
Exterieur
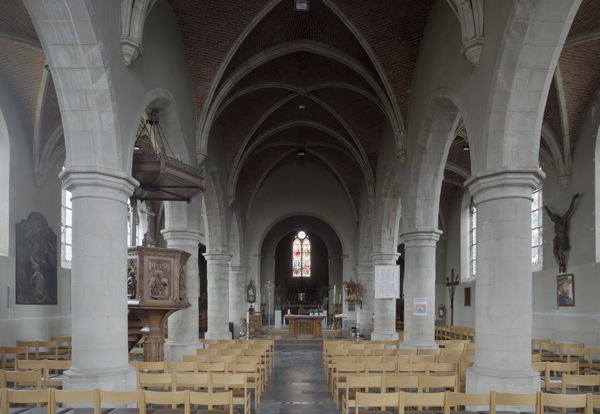
Interieur
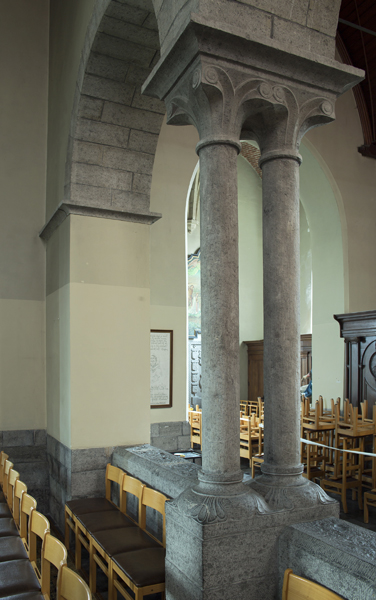
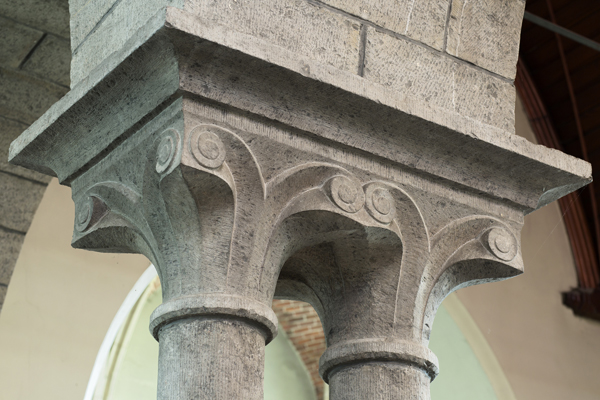
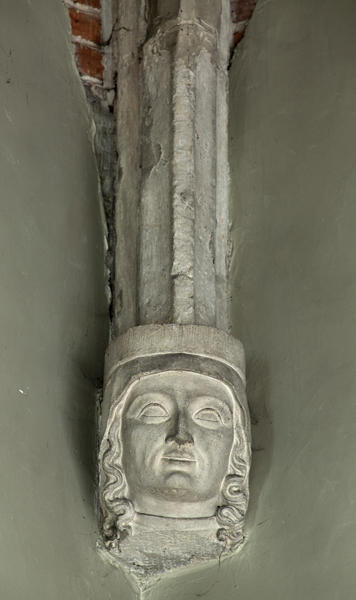

## Interieur
Het interieur wordt overkluisd door bakstenen kruisribgewelven. De glas-in-loodramen zijn van 1912-1919.
Er is een schilderij, de marteling van Sint-Catharina, door Jan van Cleve (17e eeuw). Ook zijn er enkele beelden zoals een houten Sint-Martinus (1693) en een processiebeeldje van Onze-Lieve-Vrouw uit hetzelfde tijdvak. Het kerkmeubilair is hoofdzakelijk van begin 20e eeuw. Het hardstenen doopvont is 16e-eeuws met een deksel uit 1752. Ook is er een grafsteen van Abraham van Hoobrouck die heer van Asper was en stierf in 1687.

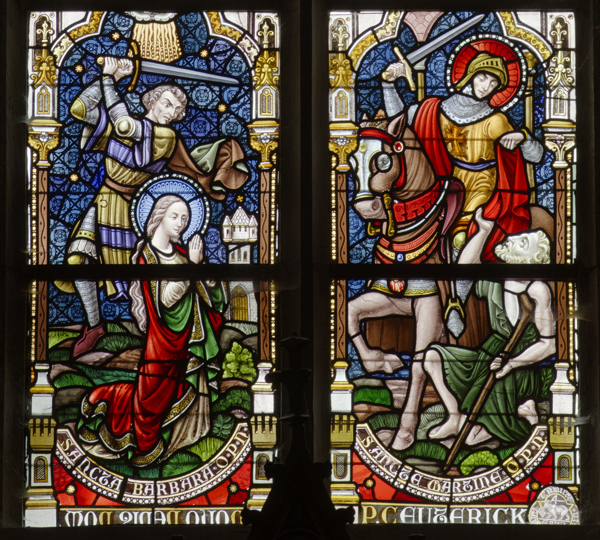
Glasraam
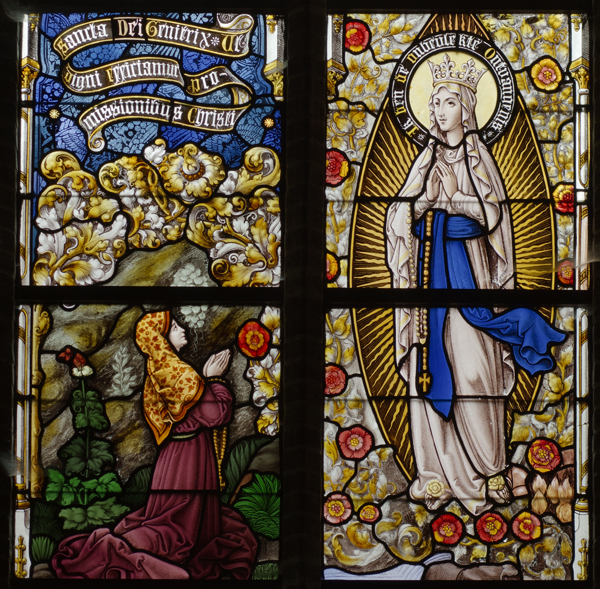
Glasraam
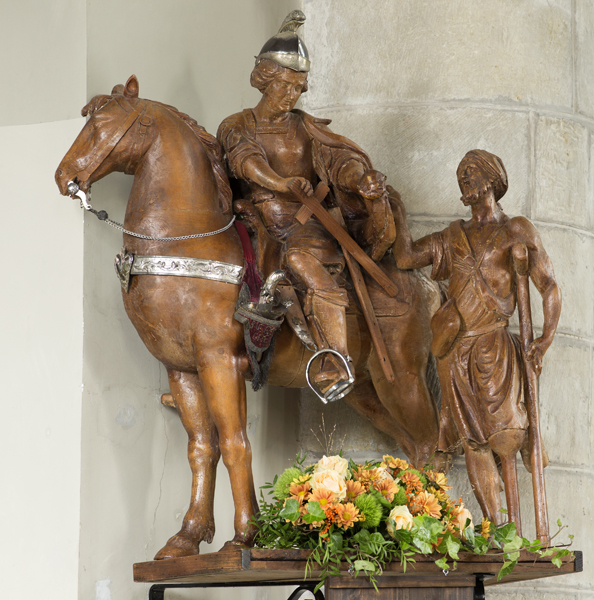
St. Martinus te paard
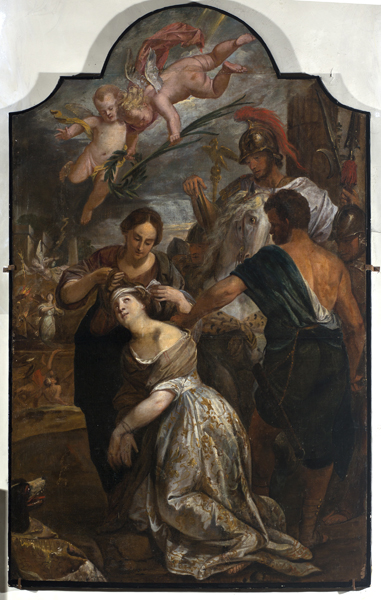
Marteling van St. Catharina (17e eeuw)
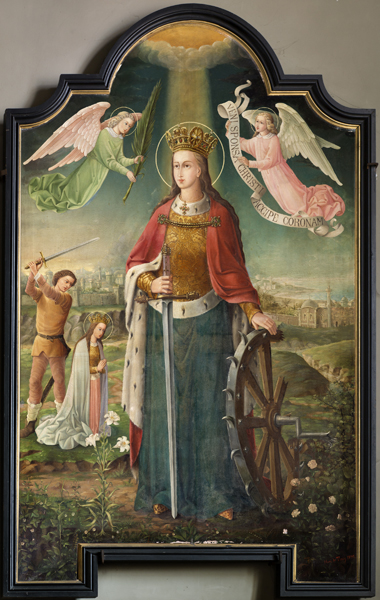
St. Catharina (20e eeuw)